# S. J. Pettersson
Stig Jonas Pettersson ist ein US-amerikanischer Komponist und Musikpädagoge schwedischer Herkunft.
Pettersson studierte Philosophie an der Universität Lund und parallel Musik am Jazzinstitut Malmö, bevor er 1983 nach Los Angeles kam. Hier studierte er am Musician Institute Hollywood bei Musikern wie Joe Pass, Lenny Breau und Scott Henderson. 1991 gründete er die Musikschule Manhattan Beach Music & Voice, wo er Klavier, Gitarre, Saxophon und Musiktheorie unterrichtete.
In seinen Kompositionen verbindet Pettersson unterschiedlichste musikalische Stile vom Minimalismus über den Jazz bis hin zu afrikanischer Polyrhythmik und arabischer Mikrotonalität. Die Musik kombiniert er dabei häufig mit visuellen Komponenten. Krysalis ist die Musik zu einem eigenen Film. Blade Runner Resurrection ist eine elektroakustische Musik zu einer projektierten Fortsetzung des Films von Ridley Scott.
Neben weiteren Filmmusiken wie My Black Heart komponierte Pettersson u. a. das Ballett GAUDÍ – Dancing About Architecture und die Kammeroper A Dream Play, die 2009 in New York uraufgeführt wurde.

## Weblink
- S. J. Petterssons Homepage

## Quelle
- Vox Novus - S. J. (Stig Jonas) Pettersson

| Personendaten    | Personendaten                                                       |
| ---------------- | ------------------------------------------------------------------- |
| NAME             | Pettersson, S. J.                                                   |
| ALTERNATIVNAMEN  | Pettersson, Stig Jonas (vollständiger Name)                         |
| KURZBESCHREIBUNG | US-amerikanischer Komponist und Musikpädagoge schwedischer Herkunft |
| GEBURTSDATUM     | 20. Jahrhundert                                                     |